# Англо-португальський договір (1373)
Англо-португальський договір 1373 року було підписано між королем Англії Едуардом III та королівським подружжям Португалії Фердинандом та Елеонорою. Це найдавніший досі чинний договір у світі.  
Договір було неодноразово підкріплено, зокрема у 1386, 1643, 1654, 1660, 1661, 1703, 1815 роках, а також таємною декларацією 1899 року. Його було визнано у 20 столітті у 1904 та 1914 роках.
Договір було тимчасово анульовано в період Іберійської унії з 1580 по 1640 роки, коли монархи Іспанії та Португалії перебували в династичному союзі. Втім, із відновленням незалежності Португалії, альянс повернувся і вийшов на новий рівень в часі Наполеонівських воєн, коли британці відправили свого найкращого генерала Артура Веллслі, аби зашкодити армії Наполеона в Піренейській війні. 
Альянс активізувався знову під час Другої світової війни, коли Португалія залишалася нейтральною за згодою Британії, яка не хотіла, аби війна перенеслася на Піренейський півострів. 1943 року альянс повністю вступив у дію: Британії було надано аеродром та морські об'єкти на Азорських островах для боротьби із загрозою підводних човнів противника. Крім того, Британія посилалася на договір протягом Фолклендської війни 1982 року.